# Cryptoblepharus voeltzkowi
Espèce
Synonymes
- Ablepharus boutonii voeltzkowi Sternfeld, 1918

Cryptoblepharus voeltzkowi est une espèce de sauriens de la famille des Scincidae.

## Répartition
Cette espèce est endémique de la province de Majunga à Madagascar.

## Publication originale
- Sternfeld, 1920 "1918" : Zur Tiergeographie Papuasiens und der pazifischen Inselwelt. Abhandlungen der Senckenbergischen Naturforschenden Gesellschaft, vol. 36, p. 375-436.